# Sergio Valdés
Sergio Valdés Silva (ur. 11 kwietnia 1933 w Santiago, zm. 2 kwietnia 2019 w Algarrobo) – chilijski piłkarz grający podczas kariery na pozycji obrońcy.

## Kariera klubowa
Karierę piłkarską Sergio Valdés rozpoczął w klubie Deportes Magallanes.
W 1960 przeszedł do Universidad Católica.
Z Universidad Católica dwukrotnie zdobył mistrzostwo Chile w 1961.

## Kariera reprezentacyjna
W reprezentacji Chile Valdés zadebiutował 22 marca 1957 w wygranym 3-2 spotkaniu z Kolumbią podczas Copa América. W tym turnieju Valdés wystąpił w trzech meczach z Kolumbią, Ekwadorem oraz Urugwajem. W 1959 po raz drugi uczestniczył w Copa América. W tym turnieju Valdés wystąpił we wszystkich sześciu meczach z Argentyną, Paragwajem, Brazylią, Peru, Boliwią i Urugwajem.
Ostatni raz w reprezentacji Valdés wystąpił 13 grudnia 1961 w zremisowanym 0-0 towarzyskim meczu z Węgrami. W 1962 roku został powołany przez selekcjonera Fernando Rierę do kadry na Mistrzostwa Świata w Chile. Od 1957 do 1961 roku rozegrał w kadrze narodowej 18 spotkań.